# Cedric Büssing
Cedric Büssing (* 17. Oktober 2003 in Grevenbroich) ist ein deutscher Schwimmer.

## Karriere
Cedric Büssing schwimmt für die SG Essen, von 2018 bis 2021 war er für die Startgemeinschaft Dortmund aktiv. Er absolvierte das Goethe-Gymnasium in Dortmund und studierte danach an der University of Indianapolis.
Bei den Deutschen Meisterschaften 2021 wurde Büssing über 400 Meter Lagen Zweiter hinter Danny Schmidt. 2022 und 2023 gewann er jeweils den Titel.
2021 erschwamm Büssing drei Medaillen bei den Junioreneuropameisterschaften. Er wurde Dritter über 200 Meter Lagen und siegte über 400 Meter Lagen. Zudem erreichte er mit der 4-mal-200-Meter-Freistilstaffel den zweiten Platz.
Am 28. Juli 2024 hat Büssing einen neuen Deutschen Rekord über die 400 Meter Lagen der Herren aufgestellt. Der bisherige Deutsche Rekord wurde von Jacob Heidtmann mit einer Zeit von 4:12,08 Minuten gehalten. Cedric Büssing schwamm die 400 Meter Lagen in 4:11,52 Minuten und unterbot damit den alten Rekord um etwas mehr als eine halbe Sekunde. Mit dieser Bestleistung qualifizierte sich Büssing für das Team Deutschland für den Finallauf bei seinem Olympiadebüt in Paris.